# Banda Marcial Professor Amadeu Guimarães
A Banda Marcial Professor Amadeu Guimarães (B.M.P.A.G. Petrópolis), fundada em 1967, na cidade de Petrópolis, no estado do Rio de Janeiro, é uma das mais tradicionais bandas marciais do Brasil. Ela tem se apresentado nos estados do Rio de Janeiro, Minas Gerais e também no exterior. 
É a primeira e única banda marcial brasileira a se apresentar em “Walt Disney World” nos Estados Unidos da América e possuí o título de “Honorary Cast Member of Disney World” devido ao sucesso de suas apresentações na Flórida, tendo participado das mais assistidas e concorridas paradas do mundo em Epcot e Magic Kingdom. 
Participou da abertura de um jogo oficial da Liga de Basquete dos Estados Unidos, a famosa NBA, entre as equipes do Orlando Magic e Washington Wizards, no Amway Center, em Orlando e, em abril de 2014, além do Epcot, exibiu-se na Universal Studios e em Cabo Canaveral, no Kennedy Space Center da NASA. Em 2016 a banda se apresentou no complexo de atrações em Orlando, o I-Drive 360 pela primeira vez. É campeã de vários concursos de bandas no estado do Rio a nível nacional.

## História

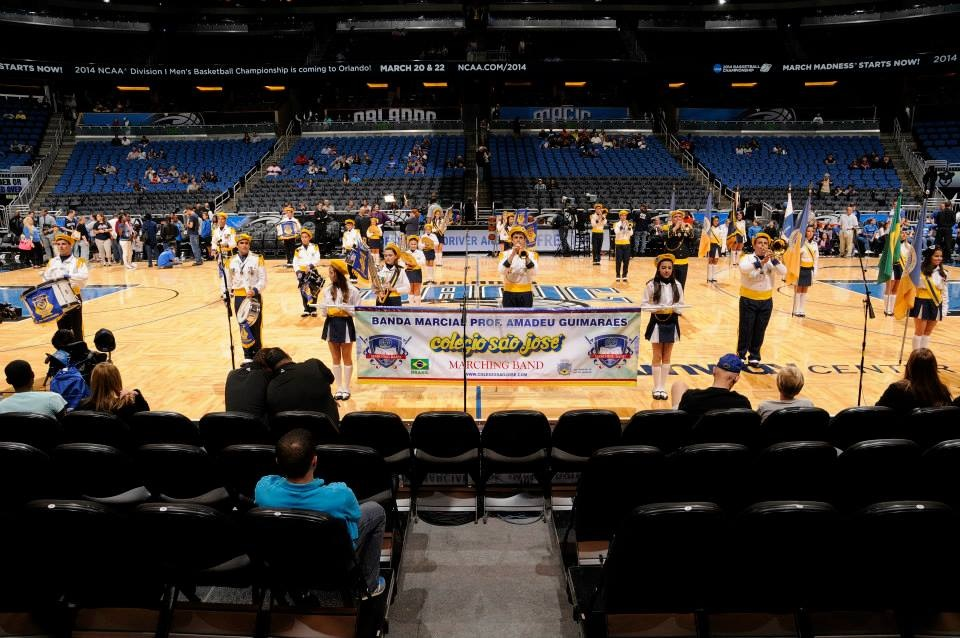
Abertura de um jogo oficial da NBA entre as equipes do Orlando Magic e Washington Wizards, no Amway Center

A Banda Marcial Professor Amadeu Guimarães (B.M.P.A.G.), fundada oficialmente em 1967, na cidade de Petrópolis, no Estado do Rio de Janeiro pelo maestro petropolitano prof. Amadeu Guimarães, é uma das mais tradicionais bandas marciais do Brasil. Com uma trajetória repleta de realizações a B.M.P.A.G. ao longo de décadas vem disseminando entre os jovens estudantes o amor pela cultura musical, revelando talentos e abrilhantando inúmeros eventos culturais, artísticos, esportivos e solenes, não só em Petrópolis, mas também em todo o Estado do Rio de Janeiro, Minas Gerais, Distrito Federal e no exterior.

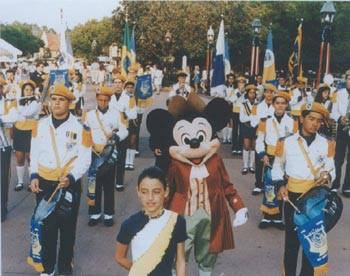
Primeira apresentação da B.M.P.A.G. na Walt Disney World.

É um instrumento eficaz na formação de novos valores artísticos, mostrando em suas exibições a qualidade do jovem músico brasileiro e contribuindo  sobremaneira para o engrandecimento da imagem do Brasil, do Estado do Rio de Janeiro e da cidade de Petrópolis.
Esta banda se apresenta gratuitamente por todo o Estado do Rio de Janeiro e o trabalho desenvolvido visa única e exclusivamente atrair a juventude para a música, ocupando seu tempo ocioso com uma atividade sadia e produtiva.                                
A Banda tem origem e fundação no Colégio São José de Petrópolis e tem como Patrono o Prof. Amadeu Guimarães, um dos maiores nomes da música na cidade. É mantida pelo Instituto Mário Mesquita e seus componentes atuam voluntariamente.
Como ilustração das atividades que a Banda realiza, podemos destacar algumas de suas apresentações que entraram para a história:
Dos poucos concursos que participou, sempre obteve colocação de destaque: Foi vencedora do concurso de bandas promovido pelo 1° Regimento de Carros de Combate no Rio de Janeiro e do concurso de bandas no município de Três Rios. Foi campeã do VI CONFEMUSC - Concurso de Bandas, a nível nacional, realizado na cidade de Valença, conquistando o primeiro lugar na categoria Banda Marcial Juvenil. Obteve a terceira colocação no Concurso de Bandas de Guapimirim, categoria livre, disputando com bandas compostas de músicos profissionais.

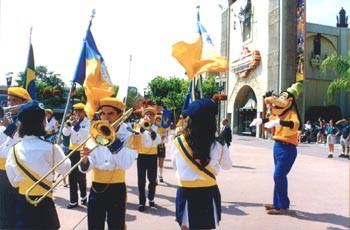
Apresentação no antigo MGM, atual Hollywood Studios da Walt Disney World.

Em 1995, após rigoroso processo de seleção, foi convidada pela WALT DISNEY WORLD, a participar do WORLD FEST MARCH, tradicional desfile de Bandas Escolares em EPCOT CENTER, na Flórida, Estados Unidos. Assim, no dia 5 de abril de 1996, foi a primeira banda brasileira a desfilar na Disney, evento que alcançou grande repercussão, proporcionando, inclusive, uma histórica apresentação no programa XUXA PARK, na REDE GLOBO DE TELEVISÃO, em cadeia nacional.
Mantendo os firmes ideais de seus componentes que vêm se renovando ao longo dessas mais de três décadas e formada, em sua maioria, por jovens na faixa de 18 anos, a B.M.P.A.G. voltou a participar, em 27 de março de 1997, da mais importante parada do complexo Disney, desta feita, abrindo a famosa "DISNEY SPECTROMAGIC PARADE", no MAGIC KINGDOM, desfile aplaudido por mais de 50.000 pessoas. Em 11 de junho de 1998 a Banda desfilou na "HERCULES PARADE" do DISNEY-MGM STUDIOS, tornando-se a 1ª Banda brasileira a desfilar nos 3 parques do complexo Disney. No dia 22 de Abril de 2000, celebrando os 500 anos do Descobrimento do Brasil, a B.M.P.A.G. se apresentou novamente na Florida, desta vez fazendo duas apresentações: Pela manhã na "CITY WALK PARADE" da UNIVERSAL STUDIOS, e à tarde na DISNEY WORLD, na "BOARD WALK PARADE". 
A Banda Marcial Professor Amadeu Guimarães foi a única do Brasil agraciada com a chancela do "Brasil 500", concedida pelo Comitê Executivo das Comemorações dos 500 anos do Descobrimento do Brasil, do Ministério do Desporto e do Turismo. A Banda Marcial Prof. Amadeu Guimarães conquistou o título de “Honorary Cast Member of Disney World” devido ao sucesso de suas quatro apresentações.
Em 2007, a Banda inicia um novo ciclo de apresentações nos Estados Unidos: Apresenta-se nos parques da Disney, (Magic Kingdom, Epcot e Disney Springs), na Universal Studios Resort (Islands of Adventure e Universal Studios), na Roda Gigante de Orlando, o complexo The Orlando Eye, no Kennedy Space Center da NASA em Cabo Canaveral, e abrindo um jogo oficial da Liga de Basquete Americana, a famosa NBA entre as equipes do Orlando Magic e Washington Wizards, no Amway Center.
A B.M.P.A.G. orgulha-se de representar o Brasil, o Estado do Rio e Petrópolis no exterior, uma vez que possibilita a um público de diversas nacionalidades o conhecimento da cultura musical brasileira, do talento da sua juventude e a demonstração de amor e patriotismo que estes jovens demonstram quando executam o Hino Nacional Brasileiro em território estrangeiro, e quando os alto-falantes da Disney proclamam: “Ladies and Gentlemen, please welcome: The Colégio São José Marching Band, from Petrópolis, Rio de Janeiro, Brazil”.

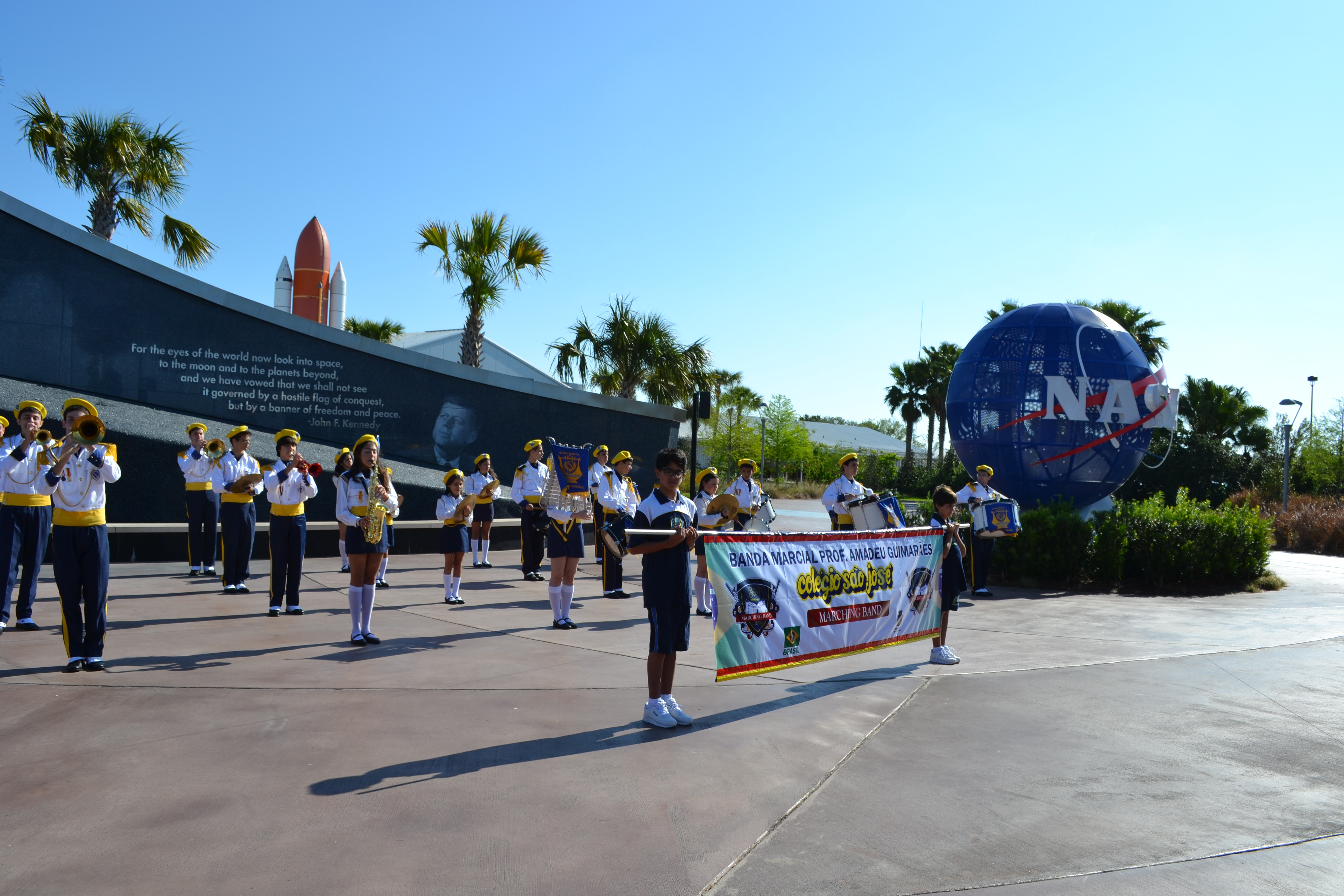
Apresentação no Kennedy Space Center da NASA em Cabo Canaveral.

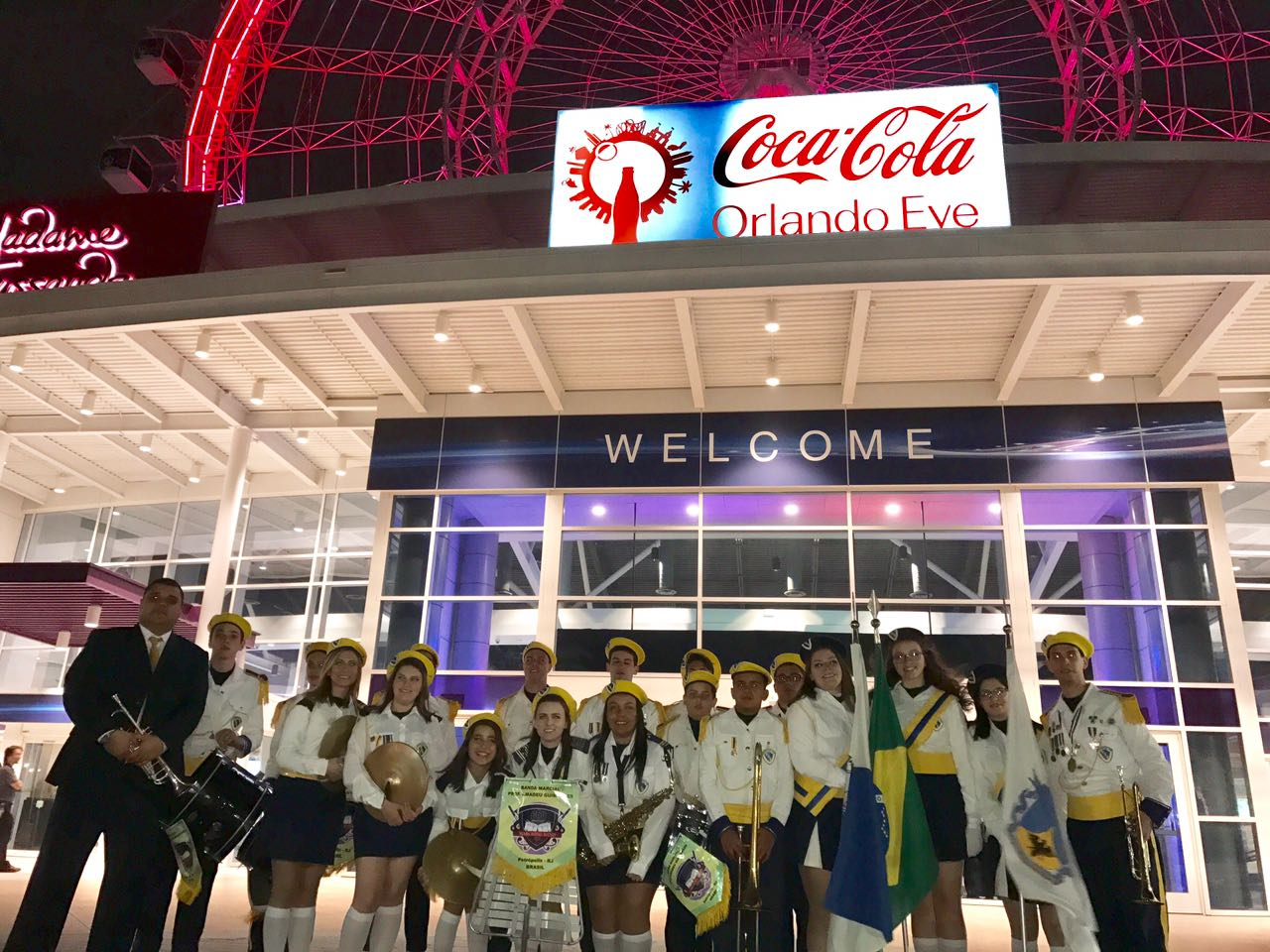
Apresentação no Complexo de atrações em Orlando, o I - Drive 360.

## Apresentações no Brasil
No Brasil, a B.M.P.A.G. já fez inúmeras apresentações em todo o Estado do Rio de Janeiro, parte de Minas Gerais, São Paulo e Distrito Federal.
Dentre as cidades do Estado do Rio de Janeiro onde a Banda se apresentou, podem se citadas: Areal, Arraial do Cabo, Barra do Piraí, Barra Mansa, Cabo Frio, Cantagalo, Comendador Levy Gasparian, Cordeiro, Guapimirim, Itatiaia, Macaé, Magé, Miguel Pereira, Miracema, Maricá, Nova Iguaçu, Paraíba do Sul, Paty dos Alferes, Petrópolis (diversos shoppings, escolas, desfiles cívicos, clubes, pontos turísticos, etc.), Rio Bonito, Rio das Flores, São Fidélis, São João da Barra, Sapucaia, Saquarema, Teresópolis, Trajano de Moraes, Três Rios, Valença, e Vassouras.
Na cidade do Rio de Janeiro a B.M.P.A.G. já se apresentou nos seguintes lugares: Clube Costa Brava, CIAGA (Centro de Instrução Almirante Graça Aranha - Marinha do Brasil), Escola Naval, Parque Terra Encantada, Clube de Regatas do Flamengo, AABBs (Associação Atlética Banco do Brasil), Parada Iluminada de Natal da Coca - Cola (Orla da Praia de Copacabana), Rádio Globo (Show do Antônio Carlos - programa líder de audiência no estado do RJ), Rede Globo de Televisão (Programa "Xuxa Park"), no Maracanã abrindo um clássico decisivo do futebol e no Metropolitan nas formaturas do Colégio pH.
No estado de Minas Gerais a banda se apresentou nas cidades de: Além Paraíba, Barbacena, Desterro do Melo, Juiz de Fora, Palma, Pirapetinga.
Já no estado de São Paulo a B.M.P.A.G. fez uma apresentação em Campinas (Parque Aquático Wet'n Wild).
No estado do Distrito Federal a banda se apresentou em Brasília (Jogos Estudantis do Grupo Somos Educação).

## Apresentações nos Estados Unidos

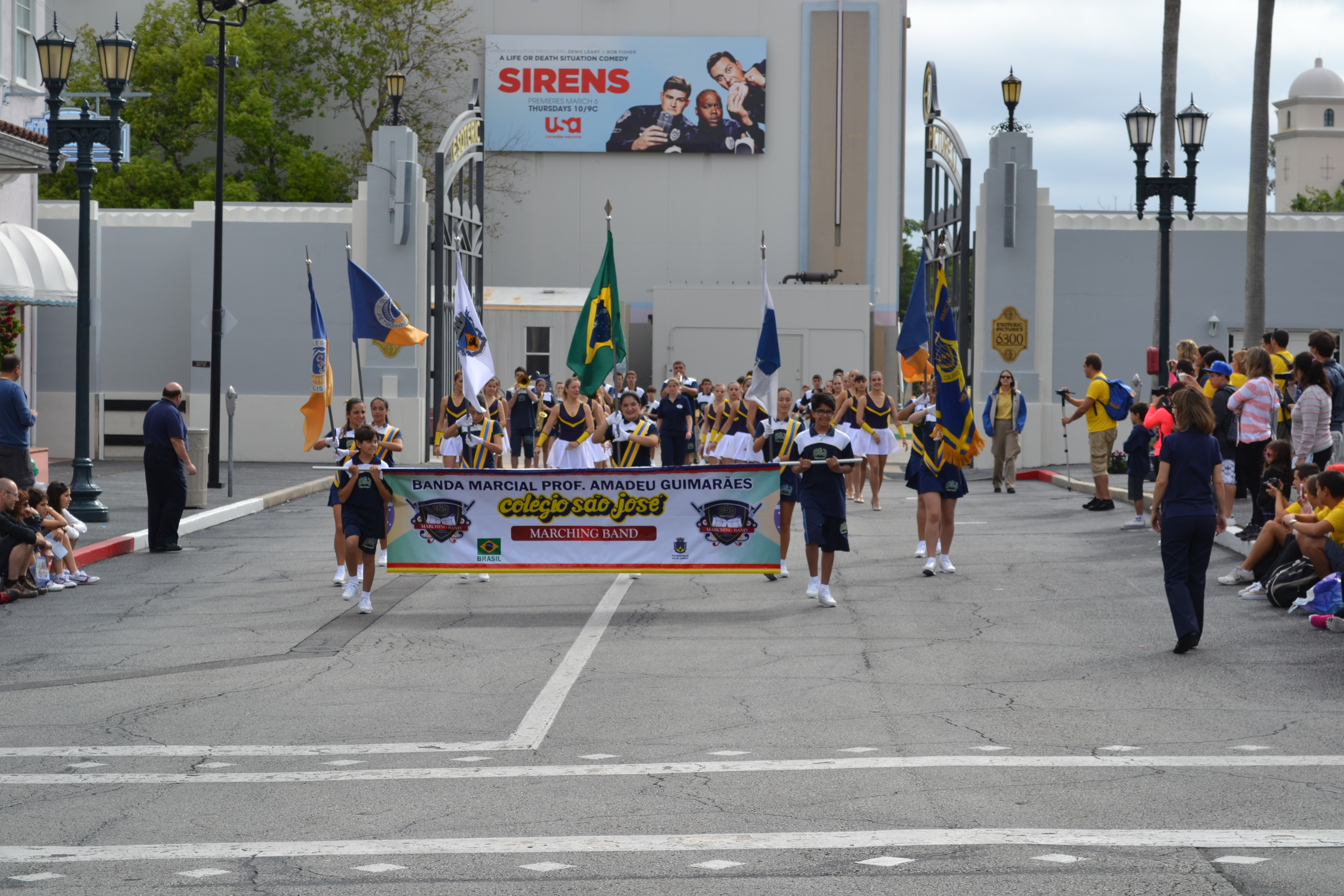
Saída do Backstage da Universal Studios Orlando.

Nos Estados Unidos, a B.M.P.A.G. já fez algumas apresentações, tendo de uma a três apresentações na mesma viagem.
- 1996 - Epcot (Walt Disney World)
- 1997 - Magic kingdom (Walt Disney World)
- 1998 - Disney MGM Studios - atual Disney Hollywood Studios (Walt Disney World)
- 2000 - City Walk (Universal Studios Orlando)
- 2000 - BoardWalk (Walt Disney World)
- 2007 - Islands of Adventure (Universal Studios Orlando)
- 2007 - Magic Kingdom (Walt Disney World)
- 2008 - Magic Kingdom (Walt Disney World)

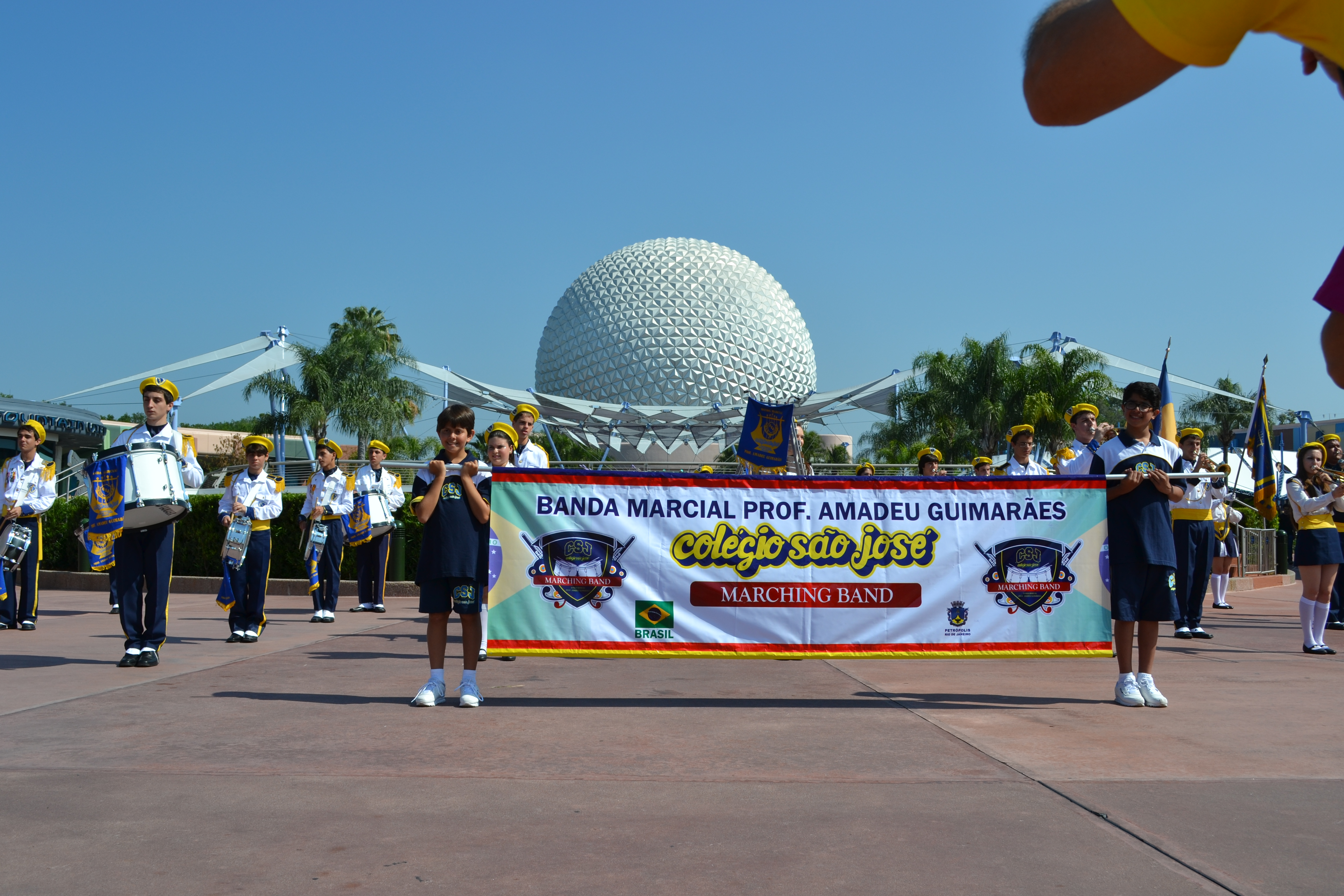
Apresentação no Epcot da Walt Disney World.

- 2009 - Magic Kingdom (Walt Disney World)
- 2010 - Magic Kingdom (Walt Disney World)
- 2011 - Epcot (Walt Disney World)
- 2011 - Universal Studios (Universal Studios Orlando)
- 2012 - Magic Kingdom (Walt Disney World)
- 2013 - Epcot (Walt Disney World)
- 2013 - Universal Studios (Universal Studios Orlando)
- 2013 - Abertura de um jogo oficial da NBA (equipes do Orlando Magic e Washington Wizards, no Amway Center.)
- 2014 - Epcot (Walt Disney World)
- 2014 - Universal Studios (Universal Studios Orlando)

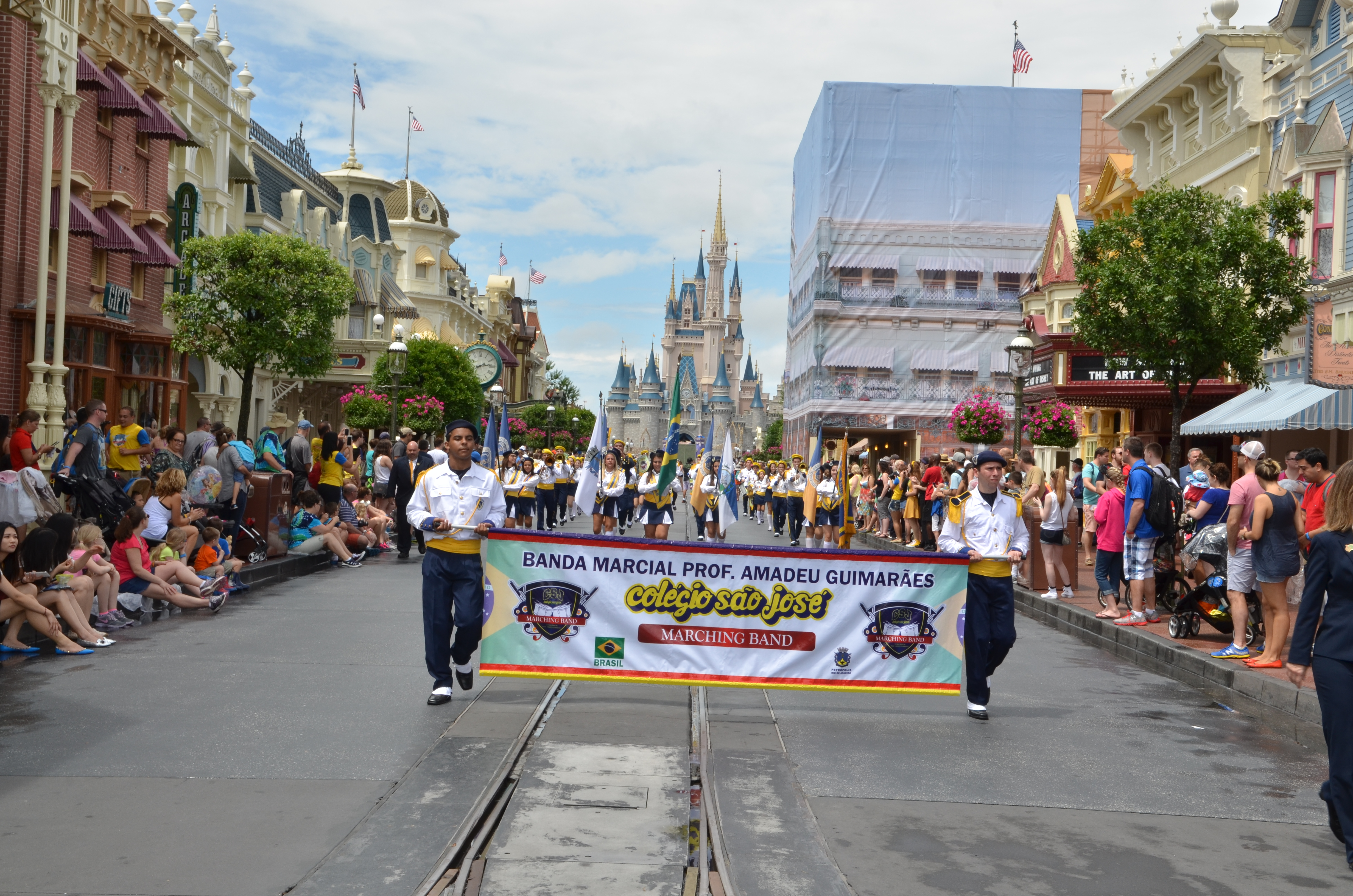
Apresentação no Magic Kingdom da Walt Disney World.

- 2014 - Kennedy Space Center - NASA (Cabo Canaveral)
- 2015 - Magic Kingdom (Walt Disney World)
- 2015 - Universal Studios (Universal Studios Orlando)
- 2016 - Magic Kingdom (Walt Disney World)
- 2016 - Universal Studios (Universal Studios Orlando)
- 2016 - Orlando Eye (Complexo I - Drive 360)
- 2017 - Disney Springs (Walt Disney World)
- 2017 - City Walk (Universal Studios Orlando)
- 2017 - Orlando Eye (Complexo I - Drive 360)

## Nomes que fizeram a Banda
A Banda Marcial Prof. Amadeu Guimarães, na época pertencente ao Colégio São José – Petrópolis-RJ foi fundada por PROF. AMADEU GUIMARÃES, um dos maiores incentivadores das bandas de música em Petrópolis, com trabalhos espalhados por diversas escolas, pois, nos seus mais de 100 anos de vida, seu carinho e dedicação aos alunos o fizeram um verdadeiro baluarte da música em nossa cidade. Em 1965, quando formada a Banda, o objetivo era o de apresentar o Colégio nos desfiles de 7 de Setembro, à época com apenas uma percussão. Em 1967, data de sua primeira Portaria Interna e de sua fundação oficial, a banda passou a denominar-se Banda Marcial, com clarins, cornetas, etc. Em 1969, sob o comando do maestro TEN. FRANCISCO MENDES DE TOLÊDO, a banda progrediu mais ainda, sendo que, além dos tradicionais desfiles do dia 7 de Setembro, passou a apresentar-se, também, em outras cidades. Em 1971, era formado o PELOTÃO ESPECIAL SIDNEY ESTEVES FERREIRA DOS REIS, homenagem que a Direção do Colégio, o maestro Ten. Tolêdo e todos os componentes da banda prestavam a um dedicado e querido aluno e músico, por ocasião de seu trágico passamento, cujos serviços por ele prestados à banda inspiram ainda hoje, todos os que dela participam. O falecimento do Maestro Tolêdo em 1974, consternou, não só os componentes da Banda, mas também todos da Família do Colégio São José, uma vez que o Ten. Tolêdo era tido como um pai de todos, sempre simpático, carinhoso e um verdadeiro amigo de toda a comunidade do Colégio. Com o acontecido, a Banda passou ao comando do então contra-mestre, SEBASTIÃO MENEZES, ex-militar músico que por dois anos regeu a Banda, apoiado pela sua equipe de Monitores. Em 1977, assumiu o Comando da Banda o SGT. JORGE DA SILVA CARVALHO que, com o apoio do contra-mestre Menezes, começou a introduzir mais novidades na Banda, com a formação de uma escolinha de música, com trumpetes, trombones, saxofones, etc, acrescentando estes instrumentos à Banda Marcial. Em 1982, com a saída do Sgt. Jorge, assumiu o comando da Banda o talentoso aluno VÍTTOR SANTOS, trombonista e tecladista que, com apenas 16 anos, era dono de uma invejável capacidade musical. Formou-se, então, o GRUPO DE GALA, vencedor de vários concursos e composto pelos melhores componentes que a banda possuía. Alguns desses componentes seguiram a carreira musical, quer nas forças armadas, quer na vida civil, como é o caso do MAESTRO VITTOR SANTOS, músico, maestro e arranjador de grandes nomes da música da Brasileira, tais como, Caetano Veloso, Gal Costa, Gilberto Gil, Milton Nascimento, Moraes Moreira, Titãs, Rita Lee, e muitos outros. Após Vittor Santos, em  Banda ficou sob o comando de JANILSON DO AMARAL, cornetista da Banda e, logo após, em 1986, assumindo o Mestre JÚLIO CÉSAR GOMES que deram continuidade ao trabalho. Em 1991, assumiu o comando o MAESTRO JUAREZ CARLOS DE FRANÇA, tenente músico do Exército brasileiro, também poeta, dando uma nova dinâmica à Banda, com trabalho, dedicação e organização, além de uma técnica aprimorada. Logo em seguida, a Banda Marcial alcançou fama na cidade, ultrapassando fronteiras dentro e fora do País. Assim, em 1995, a Banda recebeu um convite para desfilar na Disney, sendo aceito. Foi a primeira viagem internacional, com sucesso, servindo de incentivo aos jovens músicos do colégio. Seguiram-se mais três convites, em 1997, 1998 e 2000, para desfilar na Disney, motivando a Direção do Colégio a adquirir instrumental novo importado, metais King e Cohn e a percussão Pearl, Yamaha e Zildjan, fazendo com que a Banda tivesse uma sensível evolução na sonoridade e na qualidade de suas apresentações, que somada às suas belas evoluções, a faz uma das melhores Bandas Marciais do Estado do Rio de Janeiro. Após a saída do Maestro Juarez França em 2003, assumiu o comando o Ex-aluno ROGÉRIO VIEIRA SANTOS, músico formado na BMPAG, que deu continuidade ao trabalho do Prof. Juarez até 2006, quando ingressou no Exército Brasileiro no posto de sargento músico. Com a saída de Rogério, em agosto de 2006, assumiu o comando o também ex-aluno LEANDRO MARQUES MACHADO VAZ OLIVEIRA, formado na BMPAG, cuja participação foi decisiva para a realização das viagens aos Estados Unidos em 2007, preparando novos músicos, colaborando na pesquisa para aquisição de novos instrumentos e incentivando os alunos do Colégio a participarem das atividades da Banda. Em 2017, com transferência de Leandro para o exterior, assume o Comando o também ex-aluno, formado pela Banda, PHILIPE DE FRANÇA SCHWARC, neto do saudoso Maestro Juarez França. A B.M.P.A.G. tem o seu Contra-mestre VITOR PULCHERIO GRILLO, também ex-aluno, formado pela Banda.